# 올랜도 콜론
올랜도 콜론(Orlando Colón, 1982년 3월 24일 ~ )는 푸에르토리코의 남자 프로레슬링선수다. 키는 183cm 몸무게는 100kg이다. 현재 WWE 링네임은 예전에 에피코(Epico)라는 사용을 한적도 있으며 페르난도(Fernando)라는 가지고 있고 팀 로스 마타도레스라는 활동을 하고 있다가 2016년 5월 16일 raw에서 다시 WWE 링네임으로 에피코(Epico)로 기가막히게 프리모랑 같이 샤이닝 스타즈라는 팀에 들어가 자버를 상대 하면서 등장을 한다.

## 수상
- WWE 태그팀 챔피언 (구 버전) 1회 - 칼리토

## 같이 보기
- 프리모 앤드 에피코